# シティチャイルド
「シティチャイルド」は、佐野元春の30作目のシングル。1989年10月8日にEPIC/SONY RECORDS / M's Factoryから発売された。

## 概要
アルバム『ナポレオンフィッシュと泳ぐ日』から2枚目のシングルカット。8cmCDシングルEXTRAで発売。
3曲目「水の中のグラジオラス (New Recording)」はアルバム未収録の新曲。

## 収録曲
- 全作詞・作曲・編曲：佐野元春

1. シティチャイルド
2. 雨の日のバタフライ
3. 水の中のグラジオラス (New Recording)